# Penisa quadricostaria
Penisa quadricostaria là một loài bướm đêm trong họ Noctuidae.